# Kanton Lacapelle-Marival
Lacapelle-Marival is een kanton van het Franse departement Lot. Het kanton maakt deel uit van het arrondissement Figeac en telde 8.718 inwoners in 2021.

## Gemeenten
Het kanton Lacapelle-Marival omvatte tot 2014 de volgende 19 gemeenten:
- Albiac
- Anglars
- Aynac
- Le Bourg
- Le Bouyssou
- Cardaillac
- Espeyroux
- Issendolus
- Labathude
- Lacapelle-Marival (hoofdplaats)
- Leyme
- Molières
- Rudelle
- Rueyres
- Saint-Bressou
- Sainte-Colombe
- Saint-Maurice-en-Quercy
- Thémines
- Théminettes

Na de herindeling van de kantons bij decreet van 13 februari 2014, met uitwerking op 22 maart 2015, omvat het kanton volgende 32 gemeenten:
- Anglars
- Assier
- Bessonies
- Le Bourg
- Le Bouyssou
- Cardaillac
- Espeyroux
- Gorses
- Issepts
- Labastide-du-Haut-Mont
- Labathude
- Lacapelle-Marival
- Latronquière
- Lauresses
- Livernon
- Montet-et-Bouxal
- Reyrevignes
- Rudelle
- Rueyres
- Sabadel-Latronquière
- Saint-Bressou
- Saint-Cirgues
- Saint-Hilaire
- Saint-Maurice-en-Quercy
- Saint-Médard-Nicourby
- Saint-Simon
- Sainte-Colombe
- Sénaillac-Latronquière
- Sonac
- Terrou
- Thémines
- Théminettes